# Partido de los Colonos
El Partido de los Colonos (en estonio: Asunikkude partei, AP) fue un partido político de Estonia.

## Historia
En octubre de 1919, también aprobó una reforma agraria integral en la que las grandes propiedades agrícolas, que en su mayoría estaban en manos de nobles alemanes, fueron expropiadas. Las tierras agrícolas se distribuyeron entre los pequeños agricultores estonios que hasta entonces no tenían tierras (“colonos”), quienes crearon 56.000 nuevas granjas, además de haber 23.000 “arrendatarios estatales” que arrendaban sus granjas al Estado.
El partido se fundó en 1923 como el Grupo de Colonos (en estonio: Asunikkude koondis), una escisión de las Asambleas de Granjeros. En las elecciones de 1923 ganó cuatro escaños en el Riigikogu. En diciembre de 1925 se convirtió en el Grupo de Colonos, Arrendatarios del Estado y Pequeños Propietarios (en estonio: Asunikkude, Riigirentnikkude ja Väikepõllupidajate Koondis, ARVK) y en las elecciones de 1926 obtuvo 14 escaños, convirtiéndose en el tercer partido más grande del Riigikogu. Mantuvo su fuerza de 14 escaños en las elecciones de 1929.
El partido cambió de nombre nuevamente en 1931, pasando a llamarse Grupo de Agricultores, Colonos y Pequeños Propietarios (en estonio: Põllumeeste, Asunikkude ja Väikemaapidajate Koondis). Antes de las elecciones de 1932, el partido se fusionó con las Asambleas de Granjeros para formar la Unión de Colonos y Pequeños Propietarios, y el nuevo partido obtuvo 42 de los 100 escaños.
El partido se restableció en 1933 tras separarse de la Unión y se unió al gobierno liderado por Jaan Tõnisson, del Partido Nacional de Centro. En abril de 1934 se celebraron elecciones presidenciales y para el nuevo parlamento. El Partido de los Colonos logró convencer al popular general Johan Laidoner para que se presentara como candidato, enfrentándose a Andres Larka, del partido fascista Unión de Luchadores por la Libertad, así como a Konstantin Päts, de las Asambleas de Granjeros, y al socialdemócrata August Rei. Las actividades de todos los partidos políticos se suspendieron en 1935, pero dos miembros del Partido de los Colonos obtuvieron escaños en las elecciones de 1938.
Durante décadas tras la invasión y ocupación soviética de Estonia en 1944, el partido permaneció activo en el exilio en Suecia.

## Ideología
Sus ideas se basaban en el principio de que la única riqueza de Estonia era la agricultura y que ésta debía ser apoyada por el Estado. Al mismo tiempo, el partido exigió la igualdad jurídica y económica entre los pequeños y los grandes agricultores. El Partido de los Colonos reivindicó con frecuencia el cargo de Ministro de Agricultura en la mayoría de los gobiernos de coalición.

## Resultados electorales
Los resultados electorales antes de su disolución fueron los siguientes:
| Elección | Votos  | %     | Escaños | +/–         | Posición |
| -------- | ------ | ----- | ------- | ----------- | -------- |
| 1923     | 17.266 | 3,75  | 4/100   | Nuevo       | 10.º     |
| 1926     | 70.702 | 13,51 | 14/100  | 10          | 3.º      |
| 1929     | 69.069 | 13,68 | 14/100  | Sin cambios | 3.º      |